# Guerra Civil (filme)
Civil War (bra/prt: Guerra Civil) é um filme distópico britânico-estadunidense de 2024, dos gêneros drama bélico e ação, dirigido por Alex Garland, e estrelado por Kirsten Dunst, Wagner Moura, Cailee Spaeny, Stephen McKinley Henderson, Sonoya Mizuno e Nick Offerman. Com um roteiro do próprio Garland, a trama retrata a história de uma equipe de jornalistas que viaja pelos Estados Unidos durante uma guerra civil, que se intensifica progressivamente enquanto envolve toda a nação.
"Civil War" estreou no South by Southwest (SXSW) em 14 de março de 2024. Nos Estados Unidos, o filme foi distribuído nos cinemas em 12 de abril de 2024, pela A24, mesmo dia em que foi lançado no Reino Unido, pela Entertainment Film Distributors. No Brasil e em Portugal, o filme foi lançado nos cinemas em 18 de abril de 2024.
O filme obteve uma recepção geralmente positiva da crítica especializada, que elogiou amplamente as atuações de Dunst e Moura, além de ter arrecadado mais de US$ 120 milhões mundialmente. A produção também recebeu elogios pela sua abordagem aos temas políticos contemporâneos, incluindo preocupações com o declínio democrático e o aumento da polarização política.

## Enredo

Mapa representando a divisão dos Estados Unidos no filme.
Estados Lealistas da Ditadura
Forças Ocidentais Separatistas
Aliança da Flórida
Novo Exército Popular

Em um futuro próximo e distópico, os Estados Unidos são rasgados por uma guerra civil entre o governo estadunidense e as "Forças Ocidentais (FO) Separatistas", lideradas pelo Texas e pela Califórnia. Durante a cobertura de um protesto em Nova Iorque, a experiente fotojornalista Lee Smith (Kirsten Dunst) salva a novata Jessie Cullen (Cailee Spaeny) de um atentado a bomba. Mais tarde, Lee e seu colega Joel (Wagner Moura) discutem seus planos para irem a Washington, D.C. tentar uma entrevista com o presidente dos Estados Unidos, cuja queda é considerada iminente. O jornalista veterano Sammy (Stephen McKinley Henderson) se oferece para ir com eles pelo menos até Charlottesville, ciente de que sua idade e condição física limitarão seus movimentos em caso de emergência. Antes de iniciarem a jornada, Lee descobre que Joel aceitou levar também Jessie e tenta convencê-lo a não levá-la por ser muito jovem, mas acaba cedendo.	
A caminho da capital, o grupo para em um posto controlado por uma milícia e consegue negociar gasolina em troca de dólares canadenses. Durante a parada, Jessie é levada por um miliciano para um local onde dois reféns são torturados. Lee se aproxima e registra fotos. Jessie mais tarde lamenta ter "petrificado" diante da situação em vez de fotografar.	
No dia seguinte, o grupo acompanha de perto um grupo de milicianos que cerca, encurrala e enfim executa soldados aliados ao governo. Jessie perde um pouco do seu medo e consegue registrar fotos em meio ao tiroteio.	
Adiante na jornada, o grupo passa em uma cidade que parece seguir a vida à revelia do que acontece no resto do país, apenas para descobrir na partida que o local é guardado por homens armados no topo dos prédios. Mais tarde, eles são atacados por um franco-atirador e acompanham dois soldados que tentam derrubá-lo a distância até terem sucesso. Conforme suas habilidades melhoram, Jessie pergunta se Lee a fotografaria sendo morta, e a fotojornalista responde "O que você acha?".	
Após sair da cidade, o quarteto percebe estar sendo seguido, mas são apenas Tony (Nelson Lee) e Bohai (Evan Lai), dois repórteres de Hong Kong conhecidos de Joel e Lee. Num momento de descontração, Tony e Jessie trocam de carro com os veículos em movimento e Bohai acelera até sair de vista.	
Logo depois, o carro é encontrado à beira da estrada e com as portas abertas. Com sua teleobjetiva, Lee observa que Jessie e Bohai estão na mira de militares que se preparam para dar fim a cadáveres em uma vala comum. Lee, Joel e Tony tentam se aproximar para dialogar, mas um miliciano (Jesse Plemons) executa Tony e Bohai ao descobrir que não são "americanos de verdade". Sammy, que ficou para trás por conta de suas limitações, usa o carro da equipe para atropelar o miliciano e seu parceiro e resgatar o trio, mas acaba baleado e morto por um terceiro miliciano durante a fuga.	
Ao chegarem a Charlottesville, a equipe se frustra ao descobrir que as FOs já estão prontas para o ataque final contra o presidente, inviabilizando, portanto, a desejada entrevista e tornando a morte de Sammy um sacrifício em vão. O trio decide acompanhar os militares até Washington, de qualquer forma. Na capital, Lee, Joel, Jessie e uma dupla de jornalistas concorrentes (Sonoya Mizuno e Jefferson White) registram vários momentos do intenso conflito conforme as FOs fecham o cerco na Casa Branca.	
A limusine presidencial é vista deixando o local com dois outros carros de escolta, mas todos acabam cercados e mortos. Lee deduz que o presidente nunca entrou em nenhum dos veículos e ainda está na Casa Branca. Enquanto a dupla concorrente foca na limusine, o trio entra com exclusividade no local e acompanha mais tiroteios.
Em dado momento, Jessie se coloca no fogo cruzado para pegar uma foto e Lee se sacrifica para salvá-la, tendo sua morte fotografada momento a momento pela pupila. Findada a batalha, Joel entra no Salão Oval com três soldados e pede que o presidente, já rendido, não seja morto. Ele então solicita uma declaração do mandatário, e ele responde: "Não deixe que eles me matem!". Joel se diz satisfeito com a frase e vai embora. O presidente é executado e Jessie fotografa o momento com exclusividade.

## Elenco
- Kirsten Dunst como Lee Smith, uma renomada fotojornalista de guerra do Colorado[a][21][22]
- Wagner Moura como Joel, um jornalista da Reuters e colega de Lee da Flórida
- Cailee Spaeny como Jessie Cullen, uma jovem do Missouri aspirante a fotógrafa que acompanha Lee e Joel em sua jornada
- Stephen McKinley Henderson como Sammy, um jornalista veterano e mentor de Lee e Joel que trabalha para o The New York Times
- Sonoya Mizuno como Anya, uma repórter britânica cobrindo a guerra civil
- Nick Offerman como o Presidente dos Estados Unidos, um presidente ditatorial atualmente cumprindo seu terceiro mandato[21]
- Nelson Lee como Tony, um repórter de Hong Kong que é amigo de Lee e Joel
- Evan Lai como Bohai, um repórter de Hong Kong que é colega de Tony
- Jefferson White como Dave, o cinegrafista de Anya
- Juani Feliz como Joy Butler
- Edmund Donovan como Eddie
- Karl Glusman como Atirador de Tocaia
- Jin Ha como Atirador Especial
- Jojo T. Gibbs como Sargento da Casa Branca
- Juani Feliz como Joy Butler, uma agente do Serviço Secreto
- James Yaegashi como Cabo Comercial, líder de um grupo de milicianos
- Greg Hill como Pete
- Jess Matney como Soldado do Posto de Controle

Notas
- Jesse Plemons fez uma participação não-creditada como um miliciano ultranacionalista e racista.[23][24][25]

## Produção

### Desenvolvimento e escolha de elenco
Em janeiro de 2022, Alex Garland concordou em escrever e dirigir o filme para a A24, com Kirsten Dunst, Wagner Moura, Stephen McKinley Henderson e Cailee Spaeny no elenco. Em abril, Karl Glusman foi escalado para o filme. Em uma entrevista para o The Telegraph em maio, Garland descreveu a produção como um complemento ao seu filme de 2022, "Men", e disse que se passa "em um ponto indeterminado no futuro – apenas o suficiente para que eu possa adicionar um conceito – e serve como uma alegoria de ficção científica para a nossa atual situação polarizada". Na mesma entrevista, Sonoya Mizuno, que participou de todos os filmes anteriores de Garland, foi anunciada como parte do elenco.
Jesse Plemons, que é casado com Dunst, foi rapidamente adicionado ao elenco em um papel não-creditado por sugestão de sua esposa, depois que o ator originalmente escalado ficou indisponível alguns dias antes do início das filmagens. Garland chamou a disponibilidade de Plemons de "uma sorte impressionante".

### Filmagens
As filmagens começaram em 15 de março de 2022, em Atlanta. Em maio, a locação das gravações mudou para Londres. O orçamento de produção do filme foi de US$ 50 milhões, tornando-se o filme mais caro da A24. A produção foi filmada com a câmera para amadores avançados (prosumer, em inglês) DJI Ronin 4D. O final do filme, ambientado em Washington, D.C., exigiu meses de planejamento, com Alex Garland e o diretor de fotografia Rob Hardy conduzindo uma série de discussões com a designer de produção Caty Maxey, o supervisor de efeitos visuais David Simpson, o supervisor militar Ray Mendoza e o coordenador de dublês Jeff Dashnaw.
Em uma entrevista para o The Guardian em março de 2024, Garland afirmou que, após a distribuição do filme, pretende deixar de dirigir produções e se concentrar apenas em escrever.

### Pós-produção
O editor de cinema, Jake Roberts e o editor de som Glenn Freemantle se uniram novamente com Garland, assim como o supervisor de efeitos visuais David Simpson, com a Framestore.

## Lançamento
A estreia do filme aconteceu no festival South by Southwest (SXSW), em 14 de março de 2024, com reações favoráveis do público e respostas positivas da crítica especializada.
Nos Estados Unidos, o filme foi distribuído nos cinemas em 12 de abril de 2024, pela A24, mesmo dia em que foi lançado no Reino Unido, pela Entertainment Film Distributors. A produção também foi lançada em IMAX e Dolby Cinema. No Brasil e em Portugal, foi lançado nos cinemas em 18 de abril de 2024, pela Diamond Films e Cinemundo, respectivamente.
Inicialmente, o lançamento estava previsto para 26 de abril de 2024. A Guerra Civil dos Estados Unidos também começou em 12 de abril, exatamente 163 anos antes da estreia do filme.
O filme também foi convidado para ser exibido no 29.º Festival Internacional de Cinema de Busan, com transmissões em um cinema ao ar livre em outubro de 2024.

### Mídia doméstica
Em 24 de maio de 2024, o filme foi lançado em vídeo sob demanda; e em 9 de julho de 2024, também foi lançado em DVD, Blu-ray e Ultra HD Blu-ray, pela Lionsgate Home Entertainment.

### Marketing e controvérsia
Em 17 de abril de 2024, a A24 promoveu o filme no Instagram postando cinco imagens criadas por inteligência artificial (IA), cada uma mostrando uma cidade dos Estados Unidos em um caos pós-apocalíptico. As imagens foram criticadas por representarem incorretamente certos cenários urbanos: A imagem gerada por inteligência artificial de Chicago erroneamente retratou o complexo de apartamentos Marina City, com os prédios representados como separados por uma ilha inexistente no Rio Chicago. Na vida real, os prédios estão localizados diretamente um ao lado do outro.
Dado que o uso de inteligência artificial continua sendo um tema controverso na comunidade cinematográfica, e após apelos no início do ano para um boicote ao filme "Late Night with the Devil" pela utilização de inteligência artificial, as imagens promocionais obtiveram uma reação negativa. Uma fonte ligada à produção confirmou para a The Hollywood Reporter que eram "imagens de IA inspiradas no filme. O filme inteiro é um grande 'e se' e por isso queríamos continuar esse pensamento nas redes sociais – imagens poderosas de marcos icônicos com aquele realismo distópico".

## Recepção
Peter Debruge, em sua crítica para a revista Variety, escreveu: "Garland é a última pessoa a sugerir um abraço em grupo. Como declaração, sua poderosa visão nos deixa abalados, efetivamente repetindo a pergunta que acalmou os distúrbios em Los Angeles: Será que todos podemos nos dar bem?" Robbie Collin, para o The Telegraph, deu ao filme 5/5 estrelas, escrevendo que "a visão do diretor de Ex Machina de uma América implodindo não é nem anti-Trump nem anti-woke. Em vez disso, é tão cativante quanto o cinema pode ser". Matt Zoller Seitz, para o RogerEbert.com, deu ao filme 4/5 estrelas e comparou-o a filmes sobre "jornalistas ocidentais cobrindo o colapso de países estrangeiros", como "The Year of Living Dangerously" e "Welcome to Sarajevo", elogiando o filme como "furiosamente convincente e perturbador".
Lovia Gyarkye, para a The Hollywood Reporter, também deu uma crítica positiva ao filme, escrevendo: "Com a precisão e extensão de suas sequências de batalha violentas, fica claro que Civil War opera como um chamado claro. Garland escreveu o filme em 2020, enquanto observava as engrenagens da máquina excepcionalista auto-mitológica da América girarem, levando a nação a um pesadelo. Com este último filme, ele soa o alarme, perguntando menos sobre como um país caminha cegamente para a própria destruição e mais sobre o que acontece depois disso". Manohla Dargis, para o jornal The New York Times, escreveu: "Raramente vi um filme que me deixou tão desconfortável ou observei um rosto de ator que, como o de Dunst, expressou tão vividamente a doença da alma de uma nação que parecia um raio-X".
Amy Nicholson, para o The Washington Post, descreveu o filme como "friamente, deliberadamente desinteressado sobre os combatentes e as vítimas", mas também disse que "o filme parece poeticamente, profundamente verdadeiro, mesmo quando sugere que os humanos são mais propensos a se separarem por queixas mesquinhas do que por uma defesa sincera de algum tipo de princípio".
Valerie Complex, para o Deadline Hollywood, ofereceu comentários negativos, dizendo: "A utilização de personagens de cor como condutores de brutalidade pelo roteiro precisava ser explorada mais a fundo ... No final das contas, Civil War parece uma oportunidade perdida. A visão do diretor de uma América fraturada, envolvida em conflito, tem o potencial para introspecção sobre nossas divisões sociais atuais. No entanto, a execução do filme, prejudicada pela caracterização superficial, uma narrativa fraca e uma superdependência em espetáculo em detrimento do conteúdo, me deixou desinteressada".
Johnny Oleksinski, para o jornal New York Post, observou: "A jogada de Civil War é que ela não é especificamente política. Por exemplo, à medida que os Estados Unidos se transformam em grupos inimigos de estados secessionistas, Texas e Califórnia se unem para formar as Forças Ocidentais. Que tal aliança pudesse ocorrer é tão provável quanto uma combinação de um restaurante Sweetgreen com Kentucky Fried Chicken". Eisa Nefertari Ulen, para a The Hollywood Reporter, também achou que o filme estava parcialmente perdendo seu ponto, afirmando: "Casablanca permanece relevante porque falou de um momento tão 'louco e confuso' como este, e afastou o país da sua inação isolacionista. Civil War não ressoa como aquele clássico, porque não aborda explicitamente este momento. Nós, como povo, não podemos resolver um problema que não podemos nomear".
Stephanie Zacharek, para a revista Time, observou: "Civil War tem a atmosfera de seu típico filme de zumbis desolado com um cenário americano moderno, mas é muito menos eficaz do que o projeto médio de George A. Romero: às vezes, um filme B com senso de humor diz mais sobre o desespero de uma nação do que um filme excessivamente sério e avassalador ... Precisamos realmente de um filme para inventar e esfregar nos nossos narizes a possibilidade de um futuro mais sombrio?"
No site agregador de críticas Rotten Tomatoes, 81% das 394 avaliações dos críticos são positivas, com uma classificação média de 7,5/10. O consenso do site afirma: "Difícil e perturbador por natureza, Civil War é um emocionante olhar de perto sobre a violenta incerteza da vida em uma nação em crise". O Metacritic, que usa uma média ponderada, atribuiu ao filme uma pontuação de 75 em 100, baseado em 64 críticos, indicando críticas "geralmente favoráveis". Christopher Campbell, para o Rotten, notou que os críticos disseram que o filme é "um conto de advertência lindamente filmado, cheio de grandes ideias e um desempenho fantástico de Kirsten Dunst, mas pode surpreender alguns espectadores". Os críticos elogiaram a "beleza e intensidade do drama distópico", ao mesmo tempo em que destacaram seu "potencial para controvérsia e decepção" devido à eficácia de suas mensagens.
O público entrevistado pelo CinemaScore deu ao filme uma nota média de "B-" em uma escala de A+ a F, enquanto o público entrevistado pelo PostTrak deu ao filme uma pontuação geral positiva de 76%, com 53% dizendo que definitivamente o recomendariam. O Screen Rant atribuiu a representação da guerra no filme e as escolhas de direção de Garland, como a utilização de câmeras portáteis, como as razões pelas quais sua recepção foi positiva.

### Bilheteria
De acordo com os registros da A24, o filme arrecadou US$ 68.603.430 na América do Norte e US$ 55.346.625 no exterior, totalizando US$ 123.950.055 mundialmente.
Na América do Norte, o filme estava projetado para arrecadar US$ 18–24 milhões de 3.838 cinemas (a maior estreia de todos os tempos para um filme classificado para maiores de dezoito anos por um estúdio independente) em seu fim de semana de estreia. A produção arrecadou US$ 10,8 milhões em seu primeiro dia, incluindo 2,9 milhões da pré-estreia (um recorde para um lançamento da A24). O filme estreou com US$ 25,7 milhões, superando "Hereditário" como a produção com o maior fim de semana de estreia na história da A24, bem como o primeiro filme do estúdio a liderar as bilheterias. O público do fim de semana de estreia foi predominantemente masculino, com 63%, enquanto 57% dos presentes tinham entre 18 e 34 anos. O IMAX contribuiu com mais de 16% da arrecadação do fim de semana de estreia, sendo os principais motivos para assistir ao filme o tema, a ação e o interesse geral em filmes independentes (cada grupo representando um terço do público, com o primeiro ligeiramente maior).
Em seu segundo fim de semana, o filme arrecadou US$ 11,1 milhões (uma queda de 56%), permanecendo em primeiro lugar, antes de cair para o quarto lugar em seu terceiro fim de semana com US$ 7 milhões.

#### Composição ideológica da audiência
Quanto à composição ideológica do público nos Estados Unidos, a revista The Hollywood Reporter informou que os compradores de ingressos eram igualmente conservadores e liberais, enquanto o Deadline Hollywood escreveu que 41% eram de esquerda (22% liberais e 19% democratas), 17% eram de direita (6% republicanos, 6% cristãos evangélicos e 5% conservadores) e 11% eram moderados. O filme permaneceu em primeiro lugar nas bilheterias no fim de semana seguinte, arrecadando US$ 11,1 milhões.

#### Desempenho fora da América do Norte
Os comentaristas observaram que, apesar do tema inerentemente centrado nos Estados Unidos, "Civil War" teve um bom desempenho em vários mercados internacionais. Isso inclui o Reino Unido, onde arrecadou US$ 4,8 milhões em 23 de abril, bem como os Países Baixos, onde a produção conquistou US$ 750 mil. O filme ainda estreou em primeiro lugar nas bilheterias do Brasil, Espanha, Bélgica, Finlândia e Portugal.

## Prêmios e indicações
| Ano  | Cerimônia                                 | Categoria                                   | Indicado                                                                        | Resultado | Ref.          |
| ---- | ----------------------------------------- | ------------------------------------------- | ------------------------------------------------------------------------------- | --------- | ------------- |
| 2024 | Astra Midseason Movie Awards              | Melhor filme                                | "Civil War"                                                                     | Indicado  | [ 74 ] [ 75 ] |
| 2024 | Astra Midseason Movie Awards              | Melhor direção                              | Alex Garland                                                                    | Indicado  | [ 74 ] [ 75 ] |
| 2024 | Astra Midseason Movie Awards              | Melhor atriz                                | Kirsten Dunst                                                                   | Indicada  | [ 74 ] [ 75 ] |
| 2024 | Astra Midseason Movie Awards              | Melhor atriz coadjuvante                    | Cailee Spaeny                                                                   | Indicada  | [ 74 ] [ 75 ] |
| 2024 | Astra Midseason Movie Awards              | Melhor ator coadjuvante                     | Jesse Plemons                                                                   | 2.º Lugar | [ 74 ] [ 75 ] |
| 2024 | Astra Midseason Movie Awards              | Melhor roteiro                              | Alex Garland                                                                    | Indicado  | [ 74 ] [ 75 ] |
| 2024 | Golden Trailer Awards                     | Melhor trailer de ação                      | "Mission"                                                                       | Indicado  | [ 76 ] [ 77 ] |
| 2024 | Golden Trailer Awards                     | Melhor trailer independente                 | "Home"                                                                          | Indicado  | [ 76 ] [ 77 ] |
| 2024 | Golden Trailer Awards                     | Melhor cartaz de filme                      |                                                                                 | Indicado  | [ 76 ] [ 77 ] |
| 2024 | Location Managers Guild Awards            | Melhores locações de um filme contemporâneo | "Civil War"                                                                     | Indicado  | [ 78 ] [ 79 ] |
| 2024 | Hollywood Professional Association Awards | Melhor som                                  | Glenn Freemantle, Howard Bargroff, Adam Scrivener, Ben Barker & Gillian Dodders | Pendente  | [ 80 ]        |